# Columna lui Traian

Columna lui Traian

Columna lui Traian este un monument antic din Roma construit din ordinul împăratului Traian, pentru comemorarea victoriei sale în Dacia, care s-a păstrat până în zilele noastre. Monumentul se află în Forul lui Traian, în imediata apropiere - la nord - de Forul roman. Terminată în 113, columna are exteriorul prevăzut cu un faimos basorelief sculptat, în formă de spirală, care reproduce artistic sub o formă epică războaiele dintre romani și daci purtate de Traian pentru cucerirea Daciei.
Columna are o înălțime de aproximativ 40 de metri și conține 18 blocuri masive de marmură de Carrara, fiecare cântărind 40 de tone.
În anul 1536, soclul Columnei a fost eliberat din ruinele forului lui Traian din ordinul Papei Paul al III-lea. Marele arhitect Fontana s-a ocupat de restaurarea lui, începând cu 1558. În anul 1587, în locul statuii lui Traian, aflată inițial în vârful columnei, dar topită în Evul Mediu, a fost așezată din ordinul Papei Sixt al V-lea o statuie a Sfântului Petru.

## Descriere
Columna a fost ridicată atât pentru a comemora victoriile lui Traian, fiind o adevărată istorie gravată în piatră, cât și pentru a servi ca mausoleu (după deces, cenușa împăratului a fost depusă în încăperea de la baza columnei). 
În total, sunt prezentate, în cele 155 scene de pe columnă, 2662 de figuri omenești, de circa 60-75 cm înălțime. Împăratul Traian este prezent de 58 de ori.
O inscripție de la intrarea în interiorul columnei, oarecum criptică, deoarece o parte a textului a dispărut, are următorul cuprins:
Senatus populusque Romanus imp. Caesari divi Nervae f. Nervae Traiano Aug. Germ. Dacico pontif. Maximo trib. pot. XVII imp. VI p.p. ad declarandum quantae altitudinis mons et locus tant[is oper]ibus sit egestus.

### Dimensiuni
- Înălțimea bazei:1,70 m[4]
- Înălțimea arborelui: 26,92 m
- Înălțimea blocurilor: 1,521 m
- Diametrul arborelui: 3,695 m
- Înălțimea statuii: 1,16 m
- Înălțimea totală a columnei: 29,78 m
- Înălțimea scărilor elicoidale: 29,68 m (aproximativ 100 de picioare romane)
- Înălțimea columnei, cu excepția plintei: 28,91 m
- Înălțimea piedestalului, inclusiv plinta: 6,16 m
- Înălțimea columnei deasupra solului: 35,07 m

### Basorelieful

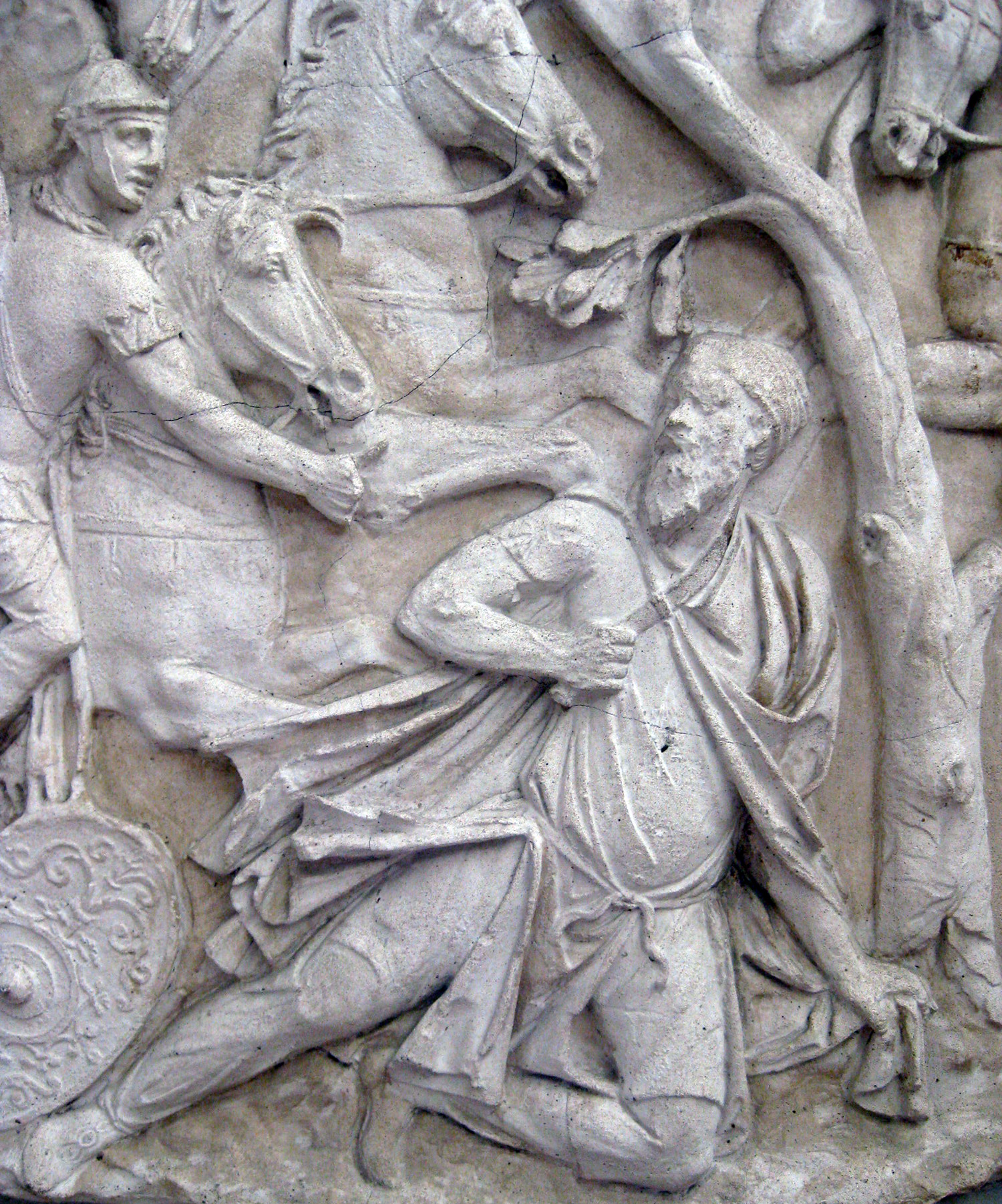
Columna lui Traian (detaliu basorelief, sinuciderea lui Decebal)

Basorelieful prezintă scene de luptă din campaniile lui Traian împotriva dacilor din 101-102 (în partea de sus a columnei) și 105-106 (în partea de jos). Soldații romani și daci sunt prezentați în timpul bătăliei.
Atingând apogeul basoreliefului istoric roman, cele 124 de episoade care îmbracă în spirală trunchiul coloanei și care ilustrează Comentariile lui Traian despre războaiele dacice (De bello dacico), prin caracterul lor de document istoric, constituie un adevărat "act de naștere" al poporului român.

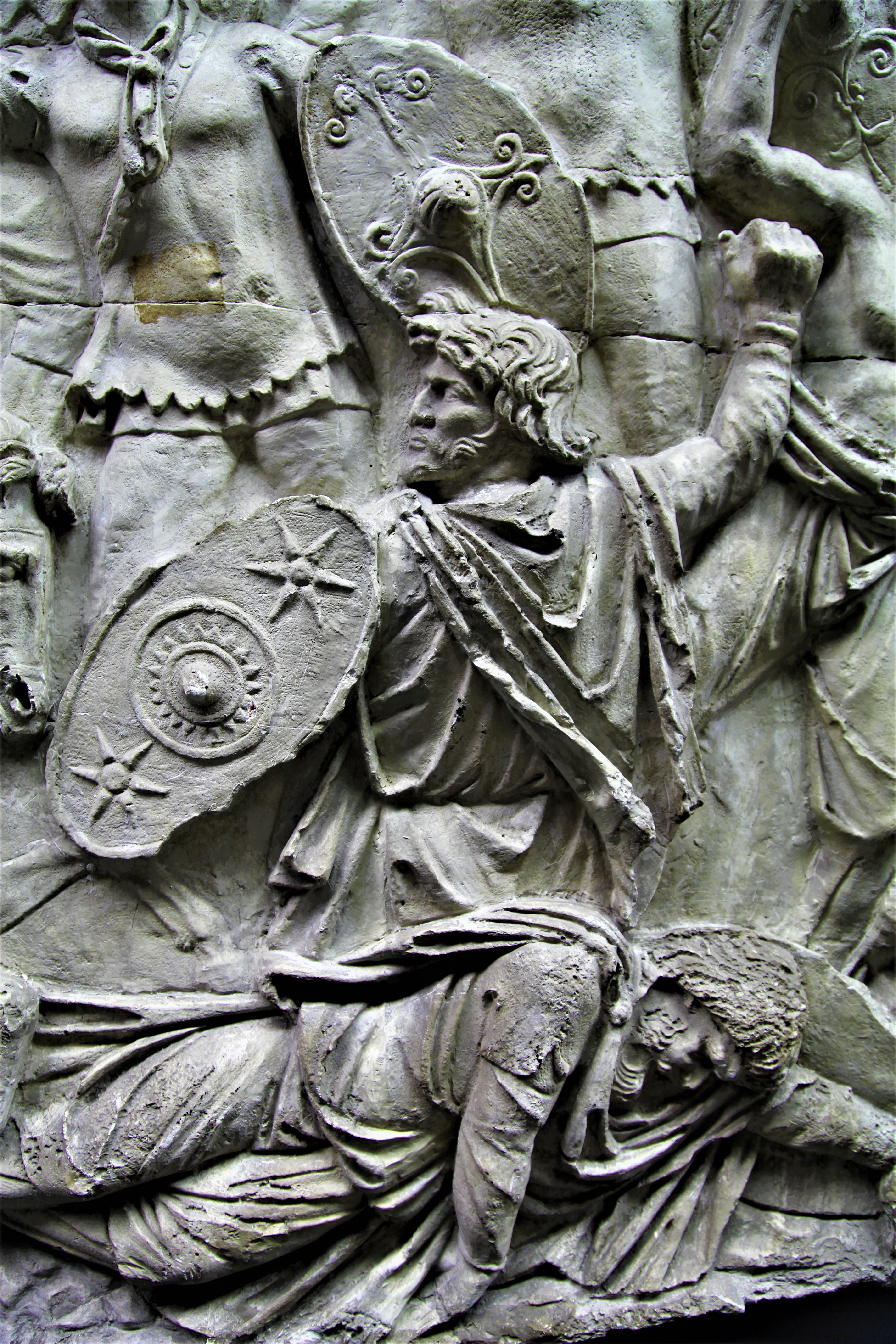
Portret de razboinic dac - detaliu Columna lui Traian

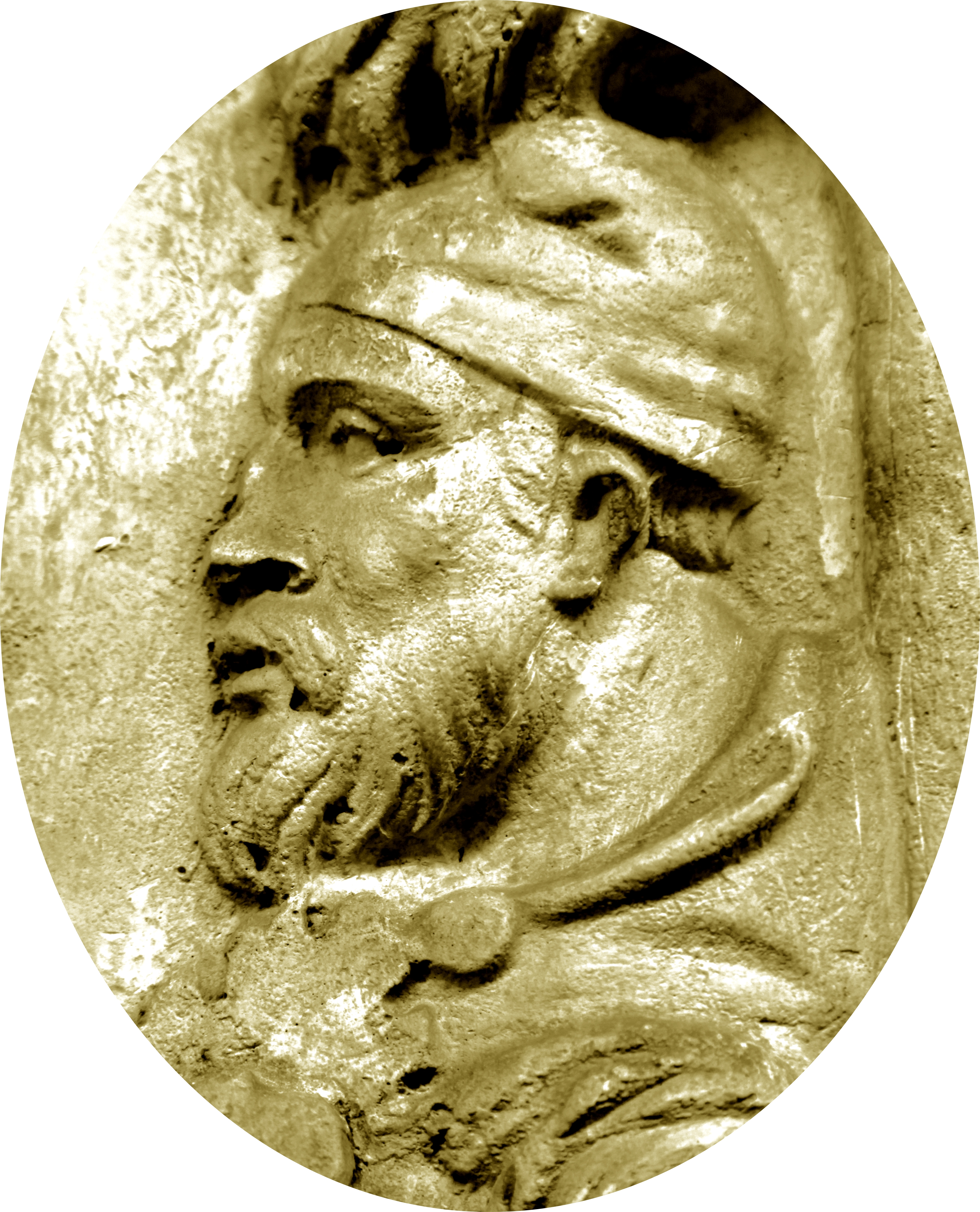
Columna lui Traian, Roma - detaliu Decebal (sepia)

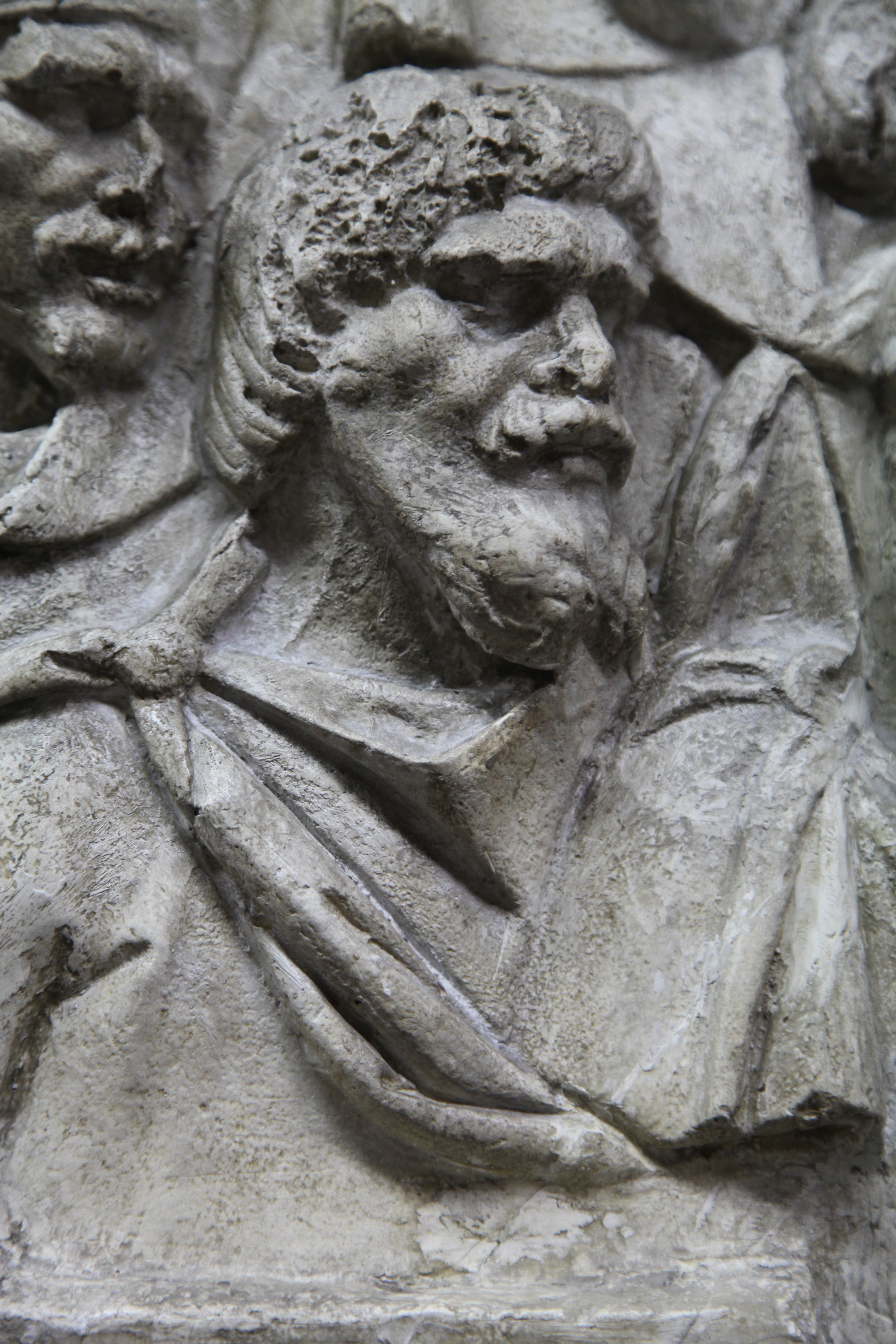
Columna lui Traian, Roma - detaliu: Portret de razboinic Dac

### Policromia columnei
În Antichitatea romană monumentele arhitecturale și statuile erau reprezentate artistic în culori. Acest mod de percepere vizuală în societatea romană a avut probabil ca inspirație arta greacă care utiliza culorile pentru propriile monumente arhitecturale și artistice.
Metoda fluorescenței razelor X a demonstrat științific că scenele de pe Columna lui Traian au fost pictate în Antichitate. Capacitatea spectrometriei fluorescenței X a determinat prezența infinitezimală a elementelor cu greutatea atomică care au putut recunoaște substanțele colorate ale tegumentelor marmurei, ajutând la reconstituirea fotografică a scenelor Columnei în aspectul lor inițial și colorizat.
O reconstituire colorată a scenei XXXII- "Asaltul dacilor împotriva unei fortărețe romane" a fost prezentată în anul 1986 la Academia de Artă din Veneția, într-o expoziție care a avut ca tematică „Arta și știința”.

## Replici ale columnei
[[Fișier:Columna lui Traian in miniatura din Chișinău.jpg|thumb|left|Columna lui Traian în miniatură pe [[Bulevardul Traian din Chișinău
Copii de ghips ale columnei se găsesc expuse public la următoarele instituții:
- Muzeul Național de Istorie a României, București, Calea Victoriei 12

Emil Panaitescu a adresat numeroase memorii Academiei Române, Ministerului Instrucțiunii Publice, Ministerului de Finanțe și Parlamentului pentru a realiza o copie a Columnei care să fie expusă în România. Eforturile sale au fost încununate de succes în 1939 când statul român a comandat copia, aceasta fiind terminată în 1943. Copia a fost executată din ciment alb armat, amestecat cu praf de marmură, și respectă proporțiile monumentului. Din cauza războiului mulajele au fost depozitate în diverse locuri în Roma (Muzeul Lateran, Forul lui Traian, Palatul Expozițiilor). În 1967, în urma intervenției preoților Francisc Augustin și Károly Pakocs pe lângă cardinalul Agostino Casaroli, mulajele au fost aduse în România. Din 1972 copia la scară naturală a bazei Columnei lui Traian și copii ale scenelor reprezentate pe acest monument sunt expuse într-o sală a Muzeului Național de Istorie a României.
- „Museo della Civilta Romana”, Roma, (Italia). Mulajele au fost realizate în 1861-1862 la cererea lui Napoleon al III-lea.[9]
- „Victoria and Albert Museum” Londra (Anglia)
- „Römisch-Germanisches Zentralmuseum”, Mainz (Germania)

## Galerie

Panoramă partea de E (rezoluție înaltă)
Panoramă partea de S-SV (rezoluție înaltă)
Panoramă partea de SV (rezoluție înaltă)
Panoramă partea de V (rezoluție înaltă)
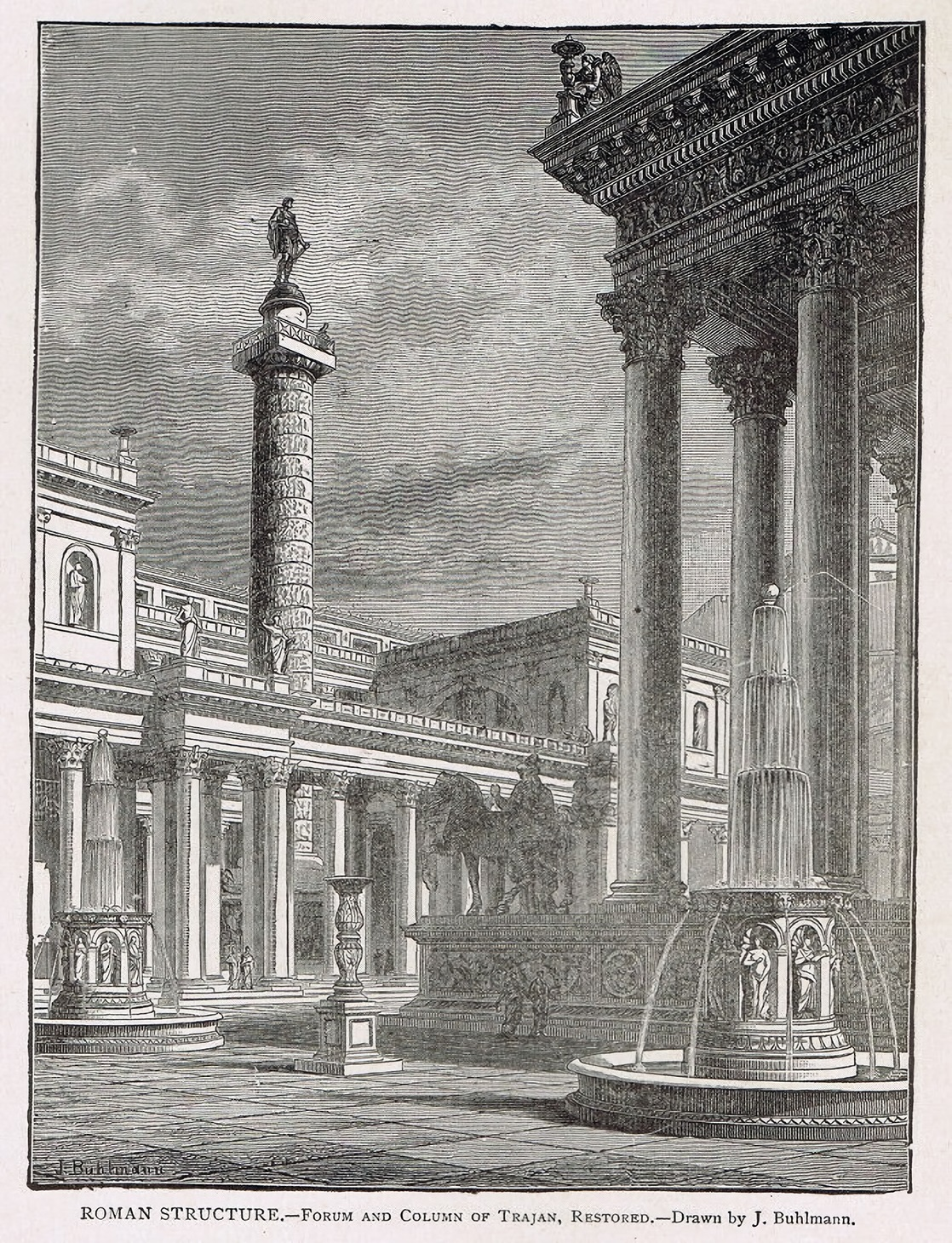
Columna lui Traian originală cu statuia împăratului Traian în vârf (reconstituire artistică)
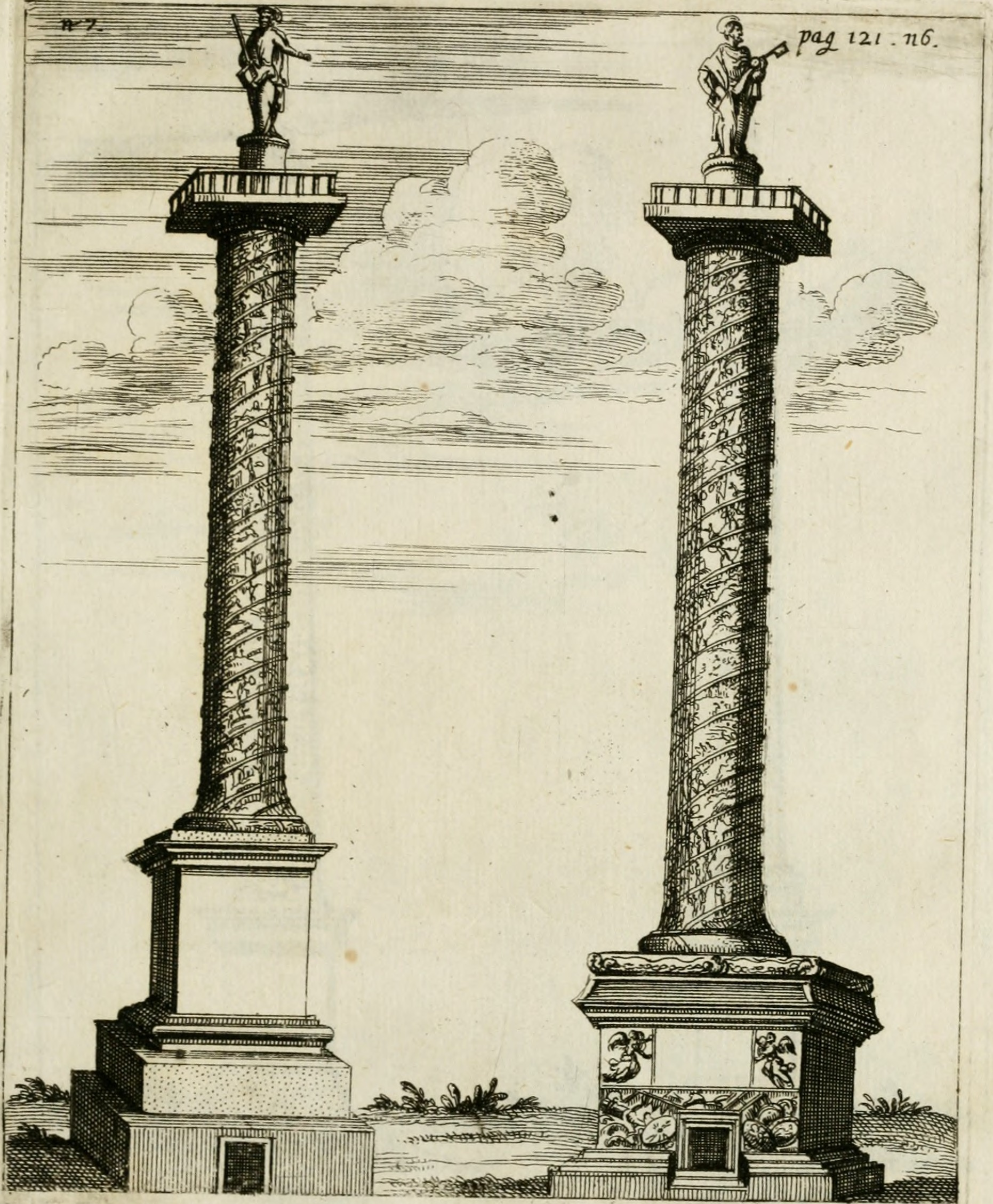
Columna lui Traian, inițial cu împăratul Traian, apoi (din 1587) cu Sf. Petru în vârf.